# ساسان (چشمه)
چشمه ساسان از چشمه‌های زیبا و پرآب منطقه تنگ چوگان کازرون است. آب این چشمه به استان بوشهر منتقل می‌شود.
این چشمه در ۱۵ کیلومتری شهر کازرون و در ناحیه تنگ چوگان واقع شده است و از نقاط دیدنی این شهر به حساب می‌آید.
چشمه‌سارها، منظرگاه‌های طبیعی و مجموعه آثار تاریخی تنگ چوگان از جمله قابلیت‌های ارزشمند پیرامون این چشمه است.